# Ольговка (Суражский район)
Ольговка — посёлок в Суражском районе Брянской области России. Входит в состав Дубровского сельского поселения.

## География
Посёлок находится в северо-западной части Брянской области, в зоне хвойно-широколиственных лесов, в пределах части Приднепровской низменности, при автодороге 15К-2507, на расстоянии примерно 5 километров (по прямой) к северу от города Суража, административного центра района. Абсолютная высота — 171 метр над уровнем моря.

### Климат
Климат характеризуется как умеренно континентальный с достаточным увлажнением, тёплым летом и умеренно холодной зимой. Среднегодовая многолетняя температура воздуха составляет 5,4 °С. Средняя температура воздуха самого тёплого месяца (июля) — 18,1 °C (абсолютный максимум — 37 °C); самого холодного (января) — −8 — −7,5 °C (абсолютный минимум — −37 °C). Период активной вегетации растений (с температурой выше 10°С) составляет 144 дня. Среднегодовое количество атмосферных осадков составляет 554 мм, из которых большая часть (285 мм) выпадает в тёплый период. Снежный покров держится в течение 120—130 дней.

### Часовой пояс
Посёлок Ольговка, как и вся Брянская область, находится в часовой зоне МСК (московское время). Смещение применяемого времени относительно UTC составляет +3:00.

## История
Упоминается с середины XIX века как хутор Ольгин Гай, в составе Душатинской волости. В 1920-30-х годах и в 1960-1961 в Большеловчанском сельсовете; между этими периодами в Иржачском сельсовете; в 1961-1984 в Далисичском. В середине XX века - колхоз "Свобода". 

## Население
| 2010 | 2013 |
| ---- | ---- |
| 18   | ↗21  |

100 человек (1926), 22 человек (2002).
Будет упразднен как фактически не существующий в связи с переселением всех жителей на постоянное место жительства в другие населённые пункты.